# Półmrok (film 1998)

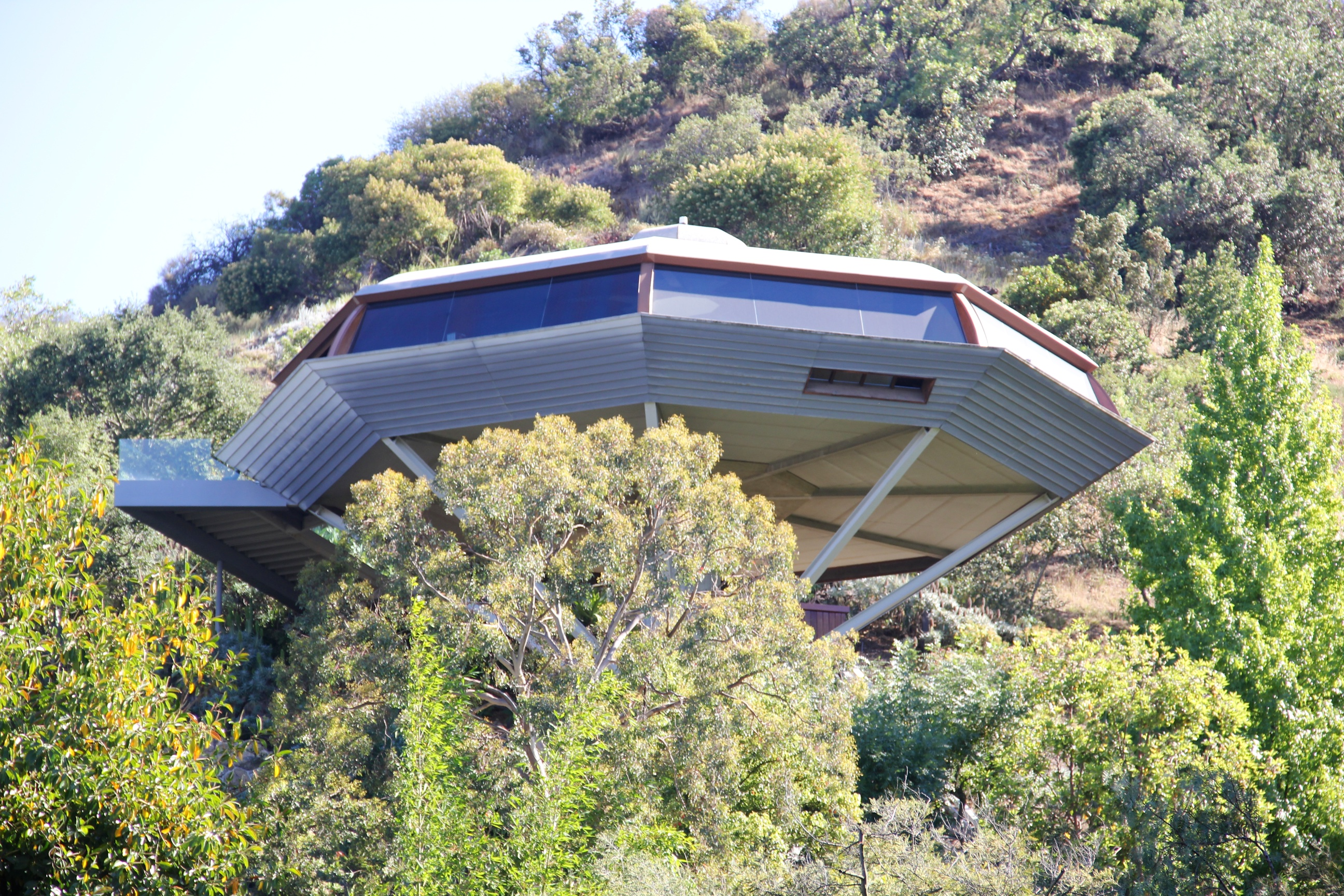
"Chemosphere House" - oryginalny ośmiokątny dom zaprojektowany przez Johna Lautnera. W filmie był domem Raymonda Hope’a.

Półmrok (ang. Twilight) – amerykański thriller w stylu neo-noir z 1998 roku w reżyserii Roberta Bentona. Zdjęcia kręcono w Los Angeles i Santa Monica od 11 listopada 1996 do marca 1997 roku.
Fragmenty filmu nakręcono na prawdziwym posterunku policji – LAPD’s Hollywood Division Stationhouse. Funkcjonariusze policji oglądani w tle nie są zawodowymi aktorami, ale autentycznymi policjantami.

## Główne role
- Paul Newman - Harry Ross
- Susan Sarandon - Catherine Ames
- Gene Hackman - Jack Ames
- Reese Witherspoon - Mel Ames
- Stockard Channing - porucznik Verna Hollander
- James Garner - Raymond Hope
- Giancarlo Esposito - Reuben Escobar
- Liev Schreiber - Jeff Willis